# Pyracantha rogersiana
Pyracantha rogersiana là loài thực vật có hoa trong họ Hoa hồng. Loài này được (A.B. Jacks.) Bean miêu tả khoa học đầu tiên năm 1921.